# Gasparo Contarini
Gasparo Contarini, italijanski rimskokatoliški duhovnik, škof in kardinal, * 16. oktober 1483, Benetke, † 24. avgust 1542, Belluno.

## Življenjepis
Leta 1535 je bilo prelomno leto: 21. maja je bil povišan v kardinala, 31. maja je bil povišan v kardinal-diakona S. Maria in Aquio, 15. septembra v kardinal-duhovnika S. Maria in Aquio in 19. septembra v kardinal-duhovnika Ss. Vitale, Valeria, Gervasio e Protasio. 23. oktobra 1536 je bil imenovan za škofa Bellune. 
Kasneje je bil še trikrat imenovan za kardinal-duhovnika: 15. januarja 1537 za S. Balbina, 9. novembra 1539 za S. Apollinare alle Terme Neroniane-Alessandrine in 15. februarja 1542 za S. Prassede.